# Eurya obliquifolia
Eurya obliquifolia är en tvåhjärtbladig växtart som beskrevs av William Botting Hemsley. Eurya obliquifolia ingår i släktet Eurya och familjen Pentaphylacaceae. Inga underarter finns listade i Catalogue of Life.